# A Ronda (1950)
A Ronda (em francês:  La ronde) é um filme de 1950 dirigido por Max Ophüls, baseado em uma peça homônima de 1897 do escritor austríaco Arthur Schnitzler.
O filme conta uma série de histórias sobre casos amorosos, interligados por seus personagens.

## Elenco
- Anton Walbrook
- Simone Signoret
- Serge Reggiani
- Simone Simon
- Daniel Gélin
- Danielle Darrieux
- Fernand Gravey
- Odette Joyeux
- Jean-Louis Barrault
- Isa Miranda
- Gérard Philipe

## Premiações
- BAFTA de Melhor filme (1952)